# Andris Šķēle
Andris Šķēle (Ape, 16 gennaio 1958) è un politico lettone, per due volte Primo ministro, dal 21 dicembre 1995 al 6 agosto 1997, e dal 6 luglio 1999 al 5 maggio 2000.
Durante il suo primo mandato, non fu associato a nessun partito politico; durante il secondo, invece, fu membro del Partito Popolare, che fondò nel 1998. Attualmente non svolge più la professione di politico, ma rimane, che lui stesso ha affermato, "membro ordinario" del Partito Popolare. Continua ad avere una considerevole influenza dietro le quinte del partito.
Andris Šķēle è una delle persone più ricche della Lettonia. Il quotidiano The Baltic Times lo elenca come la 15ª persona più ricca dei Paesi Baltici, con una ricchezza netta di circa 60 milioni di euro.